# Bagatelle per un massacro
Bagatelle per un massacro (in francese Bagatelles pour un massacre) è un pamphlet del 1937 di Louis-Ferdinand Céline, il primo in cui lo scrittore francese condusse una dura offensiva contro quella che considerava la "razza" ebraica, che chiarì la natura antisemita del suo pensiero.
Fu composto tra luglio e dicembre del 1937 e pubblicato dalle Éditions Denoël, lo stesso editore che l'anno precedente aveva pubblicato Mea culpa e che nel 1938 pubblicò anche L'École des cadavres (La scuola dei cadaveri), mentre il terzo pamphlet antisemita di Céline, Les Beaux Draps (La bella rogna), uscì nel 1941 per le Nouvelles Éditions Françaises. Bagatelles fu un grande successo editoriale (circa 75 000 copie vendute), nonostante l'interruzione forzata delle vendite di questo e del successivo pamphlet a seguito del decreto Marchandeau del 1939, a dimostrazione del diffuso antisemitismo già esistente in Francia. L'editore Denoël poté comunque pubblicare due riedizioni nel 1941 e, con corredo fotografico, nel 1943. Il libro fu uno dei più venduti durante l'occupazione nazista.

## Contenuto
Bagatelles è il primo pamphlet di Céline di chiara ispirazione antisemita. Già in Mea culpa, accusa durissima nei confronti della situazione contemporanea in Unione Sovietica, ma anche e soprattutto dell'idea stessa di comunismo, Céline aveva inserito una frase sarcastica diretta contro gli ebrei.
Oltre alle parti prettamente argomentative, incentrate sull'antisemitismo, variamente declinato come invettiva politica, sociale e culturale-letteraria, il testo contiene anche i soggetti di tre balletti, La Naissance d'une fée (La nascita di una fata), Voyou Paul. Brave Virginie (Paul canaglia. Virginie coraggiosa)  e Van Bagaden, nonché alcune sezioni narrative, le più estese ed importanti delle quali incorniciano l'esposizione delle tesi antisemite.
L'opera si apre con un dialogo fittizio tra Ferdinand, personaggio coincidente con la funzione narratore, e il collega medico Gutman. A scatenare la furia polemica è il rifiuto da parte degli organizzatori dell'Esposizione Universale del 1937 di mettere in scena un balletto di Ferdinand. La «jouissance rentrée», ovvero il desiderio frustrato di stare a stretto contatto con le ballerine e il loro mondo, è la causa di un discorso che si pone come intenzionalmente antisemita fino all'eccesso.
Ferdinand elegge gli Ebrei a proprio bersaglio polemico perché è convinto, in primo luogo, che occupino tutti i posti chiave del potere e che, a causa del loro inveterato razzismo, ostacolino l'ascesa professionale degli ariani, di cui il personaggio si considera "fratello di razza" e di cui si fa portavoce; in secondo luogo, che gli Ebrei non accettino il balletto per questioni di cattivo gusto letterario.
Nel corso del pamphlet sono tantissime le tirate contro il "giudaizzamento" del gusto, consistente in una perdita generalizzata di ciò che il narratore chiama la «petite musique», ovvero il ritmo spontaneo che sarebbe nelle corde di chi è ariano, sostituito dal "ritmo tam-tam" degli ebrei. Questi ultimi, nelle digressioni pseudoscientifiche di Céline diventano una sottofamiglia dei neri africani, incrociatisi con i barbari delle steppe orientali. La figura dell'Ebreo diventa quindi un'allegoria di tutto ciò che secondo l'autore esiste di negativo.
Nella parte centrale dell'opera è sostenuta la tesi di un complotto giudaico mondiale, teso alla realizzazione delle profezie inscritte nel Talmud, e si esortano i "fratelli di razza" ad opporsi ad una nuova guerra che li vedrebbe come carne da macello, a tutto vantaggio del progresso del dominio ebraico.
Già in questo pamphlet si comincia a delineare un atteggiamento benevolo nei confronti della Germania hitleriana, che si trasformerà in aperto caldeggiamento di un'alleanza franco-tedesca nel successivo L'École des cadavres. Céline rimarrà invece più ambiguo rispetto al regime fascista italiano e a quello di Franco.
Diverse tesi contenute in Bagatelles ricalcano sicuramente le ideologie fasciste e naziste dell'epoca. Altre tesi, però, si collocano in una posizione di eccentricità rispetto alle dottrine di regime; ne sono esempi il suo pacifismo ad oltranza, ricordato già sopra, e soprattutto le critiche roventi che non risparmiano neanche gli aderenti ai diversi totalitarismi.
I tre balletti presenti in Bagatelles non sono avulsi dal contenuto del pamphlet: tutti e tre trattano allegoricamente le tematiche che strutturano l'intero testo, anche se nei primi due manca quell'insistenza sulla figura del giudeo che pervade invece il resto del testo. «In realtà, per la maggior parte della critica celiniana la lettura ideologica, metaforica e simbolica dei balletti ha prevalso sulla lettura prevalentemente estetica e la loro esistenza è generalmente riconosciuta come ideologicamente compromessa».
In Bagatelles ritorna anche il tema dell'Unione Sovietica. Alla fine del pamphlet è inserita una sezione narrativa in cui vengono rappresentati i dialoghi tra Ferdinand e la giovane guida che lo aveva accompagnato nel suo viaggio del 1936; è un'occasione per ripresentare critiche contro il bolscevismo e l'indottrinamento delle nuove generazioni, e per mettere il dito nella piaga delle ingiustizie sociali persistenti in URSS, che dovrebbero far risaltare in maniera ancora più amara e disincantata il contrasto stridente fra ideali bolscevichi e miseria dell'immutabile natura umana.
Céline, nonostante la violenza dei suoi attacchi (e il "massacro" annunciato nel titolo), negò sempre di aver sostenuto lo sterminio fisico degli ebrei.

## Lo stile
Il libro è scritto nel tipico stile dello scrittore, con uso di ellissi, iperboli, sintassi spezzettata, termini in argot, ed è narrato in prima persona dal suo alter ego letterario, Ferdinand.
Il ritmo dell'argomentazione è scandito dall'invettiva, ora contro gli ebrei al comando, ora contro gli ariani colpevoli di stupidità e asservimento. Convenzionalmente nel genere letterario del pamphlet si prevede la presenza di una voce narrante dal tono eccessivo e senza compromessi, alla quale sono concesse, oltre ad un'argomentazione serrata e stringente, le possibilità dell'offesa personale e del puro e semplice rifiuto delle tesi degli avversari.
Lo sperimentalismo lessicale e sintattico che aveva contraddistinto l'ultima prova romanzesca, Morte a credito, permane, anche se viene approfondito in una direzione diversa. Ciò si deve sicuramente al cambiamento di genere letterario.
La struttura argomentativa di Bagatelles è molto scarna. Da una parte, questa è una caratteristica convenzionale del genere letterario di appartenenza, dall'altra, l'idioletto céliniano è di per sé portato alla frammentarietà dell'enunciazione e alle strutture sintattiche poco articolate ed ellittiche, inadatte a strutturare complesse strategie argomentative.
I segmenti testuali caratterizzati dall'invettiva più virulenta recano il marchio stilistico della prosa céliniana, ovvero i tre puntini di sospensione, e vedono il succedersi di locuzioni esclamative ed interrogative spesso ellittiche. Nelle parti argomentative più ragionate si fanno più presenti i periodi oratori e la sperimentazione si sposta dal versante sintattico a quello morfo-lessicale.
L'elaborazione figurale è onnipresente e i tratti stilistici più frequenti sono soprattutto le frasi interrogative (spesso retoriche) ed esclamative, i periodi brevi, i giochi di parole, le allitterazioni, le anafore e le epifore, le iperboli, le antitesi e gli ossimori.

## La ricezione critica
Nonostante l'antisemitismo fosse molto diffuso nell'Europa degli anni Trenta, l'uscita delle Bagatelles fu un fulmine a ciel sereno nel panorama culturale francese.
La stragrande maggioranza dei critici delle numerose riviste di sinistra e di estrema sinistra vi trovò una dolorosa conferma delle impressioni negative e dello sconcerto già suscitati da Mea culpa. A destra, invece, l'accoglienza del pamphlet fu ambivalente: diversi critici elogiarono Céline per il coraggio dimostrato nella sua discesa in campo in favore della causa antisemita e per la presunta sincerità dello sfogo, che sarebbe testimoniata dai toni infervorati e appassionati e dall'oltranzismo delle tesi sostenute; mentre molte penne di estrema destra avanzarono dubbi sull'efficacia pratica delle trovate letterarie.
André Gide, in un articolo della Nouvelle Revue Française, unico tra i critici della sinistra, non credette alla serietà di Céline, definendo le Bagatelles un "gioco letterario"; Ugo Leonzio accostò, per alcune caratteristiche, le Bagatelles allo stile paradossale di Una modesta proposta di Jonathan Swift; e Stefano Lanuzza, a sua volta, parlò di «grottesco divertissement» e «iperbolico lusus».
Ma un posto a parte spetta a Hanns-Erich Kaminski, il quale rispose letterariamente alle Bagatelles pour un massacre con il pamphlet Céline en chemise brune, in cui lo immagina protagonista di un inverosimile viaggio in Germania fino al cospetto di Hitler e non esita ad accusarlo di antisemitismo e xenofobia.

## Vicende editoriali
La vicenda editoriale delle Bagatelles pour un massacre è pesantemente condizionata dal suo contenuto di virulento antisemitismo. Il primo ritiro dal commercio era stato provocato da una causa intentata ad autore ed editore per diffamazione; dopo la fine del secondo conflitto mondiale fu Céline stesso ad opporsi ad una riedizione di questi testi. Lucette Destouches, seconda moglie e vedova dello scrittore, continuò fino alla propria morte a voler vedere rispettata la volontà di Céline. Di conseguenza i pamphlets, e Bagatelles in particolare, dopo il 1945 non sono mai stati ripubblicati in Francia. La loro vendita e diffusione non è comunque illegale, come invece accade, in alcuni paesi, per altre pubblicazioni antisemite quali il Mein Kampf di Hitler o i Protocolli dei Savi di Sion.
Nel 2017 fu annunciata la riedizione dei pamphlets per il 2018 presso Gallimard, autorizzata da Lucette Almansor vedova di Céline, interrotta poi a seguito di molte polemiche. Soltanto nel 2031, a settant'anni dalla morte di Céline, quando i diritti d'autore scadranno, tutte le opere diventeranno di pubblico dominio. Intanto però i tre pamphlets antisemiti, insieme con altri scritti polemici, sono stati riediti in edizione critica a cura di Régis Tettamanzi in Canada, dove il diritto d'autore scade dopo cinquant'anni.
Anche in Italia il caso editoriale delle Bagatelle per un massacro è assai atipico; infatti il libro venne tradotto non integralmente, per i tagli dell'editore e della censura, la prima volta da Luigi Alessio, noto come Alex Alexis (primo traduttore delle opere céliniane), nel 1938 per le edizioni Corbaccio. Restò nel catalogo editoriale fino al 1945 e poi ebbe alcune riedizioni clandestine nel 1965 e nel 1976. Infine uscì nella fedele traduzione integrale di Giancarlo Pontiggia, pubblicata da Guanda nel 1981, che però fu ritirata dalle librerie nel 1982, solo tre mesi dopo la pubblicazione, in seguito alla causa intentata dal legale della vedova Céline all'editore. L'edizione italiana del 1938 è stata riprodotta in ristampa anastatica dalle Edizioni di Ar nel 2008.

### Edizioni italiane
- Bagattelle per un massacro. Barricata individuale, traduzione di Alex Alexis, Milano, edizioni Corbaccio, 1938 [ed. con molti tagli] (unica autorizzata dall'autore).
- Bagattelle per un massacro, traduzione di Alex Alexis, Milano, Edizioni Robespierre, 1965.
- Bagattelle per un massacro, traduzione anonima, Caserta, Editrice Aurora, s. d. [ma 1976] (con Introduzione di Francesco Leonetti).
- Bagatelle per un massacro, traduzione di Giancarlo Pontiggia, con una nota introduttiva di Ugo Leonzio, Milano, Guanda, 1981.

### Studi
- Marc Angenot, La parole pamphlétaire, Paris, Payot, 1982.
- Paul Bleton, Maximes, phrases et efficace d'un pamphlet (sémantique, syntaxe et pragmatique de «Bagatelles pour un massacre»), in Céline, Actes du colloque international de Paris (17-19 luglio 1979).
- Riccardo De Benedetti, Céline e il caso delle "Bagatelle", postfazione di Giancarlo Pontiggia, Milano, Medusa, 2011, ISBN 978-88-7698-239-2.
- Riccardo De Benedetti (a cura di), Il dossier "Bagatelle": la polemica su Céline in Francia e in Italia, Milano, Medusa, 2019, ISBN 978-88-7698-453-2.
- Nicholas Hewitt, L'antisémitisme de Céline. Historique et culte de la blague, in Études inter-éthniques VI, 1983.
- Régis Tettamanzi, Esthétique de l'outrance. Idéologie et stylistique dans les pamphlets de Louis-Ferdinand Céline, 2 voll., Tusson, Charente, Du Lérot, 1999.
- Alice Yaeger Kaplan, Relevé des sources et citations dans «Bagatelles pour un massacre», Tusson, Éditions du Lérot, 1987.